# C. J. Ramone
Christopher Joseph Ward (Long Island, Nueva York, 8 de octubre de 1965), más conocido como C.J. Ramone, es un músico estadounidense. Fue el bajista del grupo de punk Ramones desde la marcha de Dee Dee Ramone en 1989 hasta la disolución de la banda en 1996. Destacó cantando canciones como «Strength To Endure», «Cretin Family» o «The Crusher».

## Biografía
C.J. pronto fue apodado como "The Little Ramone" (El pequeño Ramone) ya que era su integrante más joven. En un principio, C.J. no era más que un fan de la mítica banda, pero tras la salida de Dee Dee Ramone, fue elegido para ocupar la posición de bajista desde 1989 hasta su disolución en 1996. 
El primer álbum en el que participó fue Loco Live (1991) un disco grabado en vivo desde Barcelona, luego en Mondo Bizarro (1992), Acid Eaters (1993), ¡Adiós Amigos! (1995) y los álbumes en vivo Greatest Hits Live (1996) y We're Outta Here (1997). Después de la separación del grupo, fue líder de Los Gusanos y, trabajó en un álbum de Bad Chopper. Actualmente, C.J. continúa en actividad tocando canciones de Los Ramones y participando en la banda punk de covers Me First and the Gimme Gimmes.
Estuvo casado con la sobrina de Marky Ramone, Chessa, con la que tiene dos hijos.
El 23 de febrero de 2024, CJ Ramone se presentó en el evento Treasure Club From New York en el Foro Indie Rocks de Ciudad de México, compartiendo escenario con el vocalista de Travis, Fran Healy.

## Discografía

### Con Ramones
- Loco Live (1991)
- Mondo Bizarro (1992)
- Acid Eaters (1993)
- ¡Adiós Amigos! (1995)
- Greatest Hits Live (1996)
- We're Outta Here (1997)

### Álbumes como solista
- Reconquista (2012)
- Last Chance To Dance (2014)
- American Beauty (2017)
- The Holy Spell... (2019)